# Suguru Awaji
Pour les articles homonymes, voir Awaji (homonymie).
Suguru Awaji (淡路卓, Awaji Suguru), né le 26 juillet 1989 dans la préfecture de Miyagi, est un escrimeur japonais spécialiste du fleuret.

## Carrière
En 2008, il remporte le titre individuel lors des Championnats du monde juniors d'escrime.
Il est médaillé d'argent en fleuret par équipes aux Jeux olympiques de Londres en 2012 avec Yuki Ota, Kenta Chida et Ryo Miyake. Il s'agit de la première médaille olympique par équipe de l'histoire de l'escrime japonaise.